# James Milner
James Philip Milner (ur. 4 stycznia 1986 w Leeds) – angielski piłkarz występujący na pozycji pomocnika w angielskim klubie Brighton & Hove Albion F.C.
Jego talent piłkarski, krykietowy i do biegów długodystansowych został odkryty, kiedy był dzieckiem. Reprezentował swoją szkołę w tych sportach i grał w piłkę nożną dla amatorskich drużyn z Rawdon i Horsforth. Od młodego wieku był kibicem Leeds United i posiadał karnet na mecze zespołu. W roku 1996 Milner rozpoczął treningi w akademii piłkarskiej tego klubu, zaś później występował w zespołach juniorskich. W pierwszym zespole zadebiutował w roku 2002, w wieku 16 lat. Niedługo po tym stał się najmłodszym graczem, który zdobył bramkę w Premier League.
W czasie gry w Leeds United grał również na wypożyczeniu w Swindon Town, aby nabrać doświadczenia. W roku 2004 przeszedł do Newcastle United, skąd rok później został wypożyczony na jeden sezon do Aston Villi. Od tego czasu stał się podstawowym graczem Newcastle. Jego główną rolą w zespole było wypracowywanie pozycji strzeleckich dla partnerów. Dla Newcastle rozegrał ponad 100 występów. W roku 2008 został kupiony przez Aston Villę, którą opuścił w 2010 roku na rzecz Manchesteru City.
Milner jest rekordzistą pod względem liczby występów w reprezentacji Anglii do lat 21, w której rozegrał ponad 40 spotkań. Zadebiutował w niej w roku 2004. W sierpniu 2009 roku zadebiutował w seniorskiej kadrze.

## Dzieciństwo i początki kariery
James Milner urodził się w Wortley jako syn Petera i Lesley. Wychowywał się w Horsforth w Leeds. Uczęszczał do szkoły podstawowej Westbrok Lane, gdzie grał w szkolnym zespole. Następnie uczył się w Horsforth School. Graeme Coulson, trener z Rawdon poznał talent Milnera i nakłonił go do gry dla Rawdon w kilku turniejach, między innymi w Rawdon Madows, gdzie w finałowym spotkaniu Anglik zdobył cztery bramki.

Jego imię i on sam nie zostaną nigdy zapomniane. Milner był wyróżniającym się talentem, strzelał dużo bramek, ale był także bardzo silny.

Milner w szkole był określany jako „uczeń pierwszej klasy”; opuścił ją z 11 GCSE oraz z nagrodą za dobre wyniki w sporcie. Pokazał również swój talent do krykieta, sprintów oraz biegów długodystansowych. Grał dla reprezentacji krykieta szkół z Yorkshire, trzy lata z rzędu był mistrzem szkoły w biegach przełajowych oraz mistrzem regionu w biegu na 100 metrów.
Milner lubił oglądać piłkę nożną, jak i grać w nią. Od dzieciństwa kibicował Leeds United. Rodzice Milnera posiadali bilety okresowe na mecze zespołu, a on sam był chłopcem od podawania piłek. Jego idolami byli Paul Gascoigne oraz Harry Kewell.
W wieku 10 lat, gdy występował w Westbrook Juniors, został wypatrzony przez skauta Leeds United i rozpoczął treningi w szkółce piłkarskiej tego klubu. Grał tam spotkania między innymi byłemu napastnikowi Evertonu, Wayne’owi Rooneyowi. Jego wzorem do naśladowania był Alan Smith, który wówczas grał w Leeds United. Dawał on Milnerowi szansę gry wraz z nim, Harrym Kewellem oraz Markiem Viduką. Po grze w szkółce piłkarskiej i opuszczeniu szkoły zaczął występować w juniorskich drużynach klubu. Powiedział, że bardzo wierzy w to, że będzie grał w pierwszym zespole z takimi zawodnikami jak David Batty i Olivier Dacourt. Kontynuował rozwijanie swoich umiejętności w młodzieżowych zespołach i grał w reprezentacji Irlandii U-14 oraz dla Anglii w kategoriach do lat 15 oraz 17. Z reprezentacją U-17 wygrał w 2002 roku międzynarodowy turniej, w którym brały udział także Włochy, Czechy i Brazylia. W zremisowanym 1:1 spotkaniu z tym ostatnim państwem zdobył gola.

## Kariera klubowa

### Leeds United
W Leeds United zadebiutował 10 listopada 2002 roku w meczu z West Ham United, kiedy zmienił Jasona Wilcoxa na ostatnie sześć minut spotkania. Występ ten uczynił go najmłodszym zawodnikiem, który wystąpił w Premier League (16 lat i 309 dni). 26 grudnia w meczu z Sunderlandem zdobył natomiast swoją pierwszą bramkę, przez co stał się najmłodszym strzelcem gola w Premier League.
Miesiąc później, w spotkaniu z Chelsea ponownie zdobył bramkę. Ominął próbującego odebrać mu piłkę Marcela Desailly’ego, i zupełnie niekryty oddał celny strzał z 16 metrów; za ten gol był chwalony przez komentatorów. Wywarł również wrażenie na dziennikarzach swoim ogólnym występem w tym meczu, szczególnie za pragnienie zwycięstwa, wiarę oraz za zdolność oddania mocnego uderzenia z obydwu nóg. Szkoleniowiec Chelsea, Claudio Ranieri po meczu zauważył, że Anglik wystąpił tak, jakby był bardziej doświadczonym zawodnikiem. Porównywano go również do reprezentantów Anglii, Michaela Owena i Wayne’a Rooneya, którzy także okazali talent już jako nastolatkowie. BBC na swojej stronie internetowej zamieściło ankietę z pytaniem, czy jest on bardziej perspektywicznym graczem niż Rooney. Po większej liczbie występów w Leeds United, 10 lutego 2003 roku przedłużył kontrakt z klubem o pięć lat.
Na początku sezonu 2003/2004 został wypożyczony na jeden miesiąc do grającego w Division Two Swindon Town w celu nabrania doświadczenia jako zawodnik pierwszego składu. W czasie pobytu w tym klubie zdobył dwie bramki w sześciu spotkaniach. Jednak Leeds United podupadało; drużyna była tematem licznych negatywnych historii w mediach oraz sprzedała kilku zawodników pierwszego składu. Po spadku klubu Milnera do Championship jego przyszłość w zespole była niepewna. Zainteresowani kupnem Anglika byli Tottenham Hotspur, Aston Villa i Everton. Ostatecznie Villa oraz Everton nie złożyli oferty, zaś piłkarz odrzucił propozycję Tottenhamu, ponieważ siedziba tego klubu znajdowała się za daleko od jego domu rodzinnego, gdzie ciągle mieszkał. Problemy finansowe zmusiły jednak Leeds do sprzedania Milnera Newcastle United za kwotę 3,6 milionów funtów. Oficjalnie pięcioletni kontrakt z nowym klubem podpisał w lipcu 2004 roku.

### Newcastle United

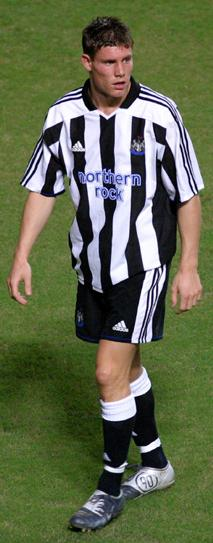
Milner w Newcastle United

Po raz pierwszy w Newcastle United wystąpił w czasie przedsezonowej podróży drużyny do Azji, a pierwszą bramkę zdobył w zremisowanym 1:1 meczu z Kitchee z Hongkongu. W czasie tego tournée obserwował, jak napastnik zespołu Alan Shearer radzi sobie z uwagą kibiców oraz mediów. Milner powiedział, że obcowanie z takimi osobami jak Shearer nauczy go, jak dobrze porozumiewać się z mediami.
Pierwszy raz lidze w barwach nowego klubu zagrał 18 sierpnia 2004 roku w meczu z Middlesbrough, gdzie wystąpił na pozycji prawoskrzydłowego, mimo iż w Leeds grał na lewej stronie boiska. Po meczu zapytany o to odpowiedział, że lepiej czuje się po drugiej stronie. Miesiąc później po raz pierwszy zagrał w europejskich pucharach, kiedy to zmienił Shola Ameobiego w meczu Pucharu UEFA z Bene Sachnin z Izraela. W tym samym czasie zdobył pierwszą bramkę dla klubu w wygranym 3:1 meczu z West Bromwich Albion, również wchodząc z ławki rezerwowych.
Prawdopodobnie zacząłby występować w spotkaniach od pierwszej minuty, jednak zwolniony został Bobby Robson, którego Milner uważał za mentora, a zastąpił go Graeme Souness. Pod wodzą nowego trenera zagrał w 13 ligowych meczach od początku, jednak do kwietnia 2005 roku nie wystąpił w żadnym całym meczu Premier League. Sezon zakończył z 41 występami we wszystkich rozgrywkach oraz z jednym strzelonym golem. Milner potwierdził jednak, że był sfrustrowany tym, że w większości spotkań nie zagrał w wyjściowym składzie.
Na początku sezonu 2005/2006 zdobył bramkę w wygranym 3:1 wyjazdowym meczu z MFK Dubnica w Pucharze Intertoto oraz zaliczył asystę przy trzeciej bramce, zdobytej przez Alana Sheraera. W następnej rundzie tych rozgrywek, w spotkaniu z Deportivo La Coruña Milner ponownie strzelił gola. Jednak mimo tych bramek, ze względu na klauzulę w zakupie Nolberto Solano, Milner został wypożyczony do Villi do końca sezonu. Szkoleniowiec Aston Villi, David O’Leary, który również był trenerem Leeds United, w czasie kiedy grał tam Milner, był szczęśliwy, że udało im się pozyskać tego gracza i miał także nadzieję, że podczas pobytu w klubie Anglik podniesie swoje umiejętności.

#### Wypożyczenie do Aston Villi
W nowym klubie zadebiutował 12 września 2005 roku w meczu ligowym z West Ham United, natomiast pięć dni później, w zremisowanym 1:1 spotkaniu z Tottenhamem Hotspur zdobył pierwszą bramkę. W meczu Pucharu Ligi rozegranym tydzień później, pomógł swojej drużynie podnieść się z porażki 3:1 po pierwszej połowie, strzelając dwie bramki w drugiej odsłonie spotkania. Przez cały sezon Milner wypowiadał się pozytywnie na temat Aston Villi. Był pewien, że jego klub podniesie się ze słabego początku sezonu oraz wyraził swoje zadowolenie z zawodników będących w kadrze zespołu.
Choć sam Milner dobrze sobie radził w Villi, generalnie był to zły okres dla klubu. Sam piłkarz również oceniał wypożyczenie w samych pozytywach. Powiedział również, że chciałby grać w klubie na stałe, ponieważ mógłby tutaj występować regularnie od pierwszej minuty, jednak prawdopodobieństwo tego zdarzenia nie zależało od niego. David O’Leary w trakcie sezonu potwierdził, że również chciałby wykupić Milnera, jednak wątpił, czy dostanie okazję podpisania z nim kontraktu. Aston Villi nie udało się kupić Roberta Hutha, więc, gdyby przydarzyła się na okazja, miała pieniądze na zakup Milnera. Na krótko przed końcem okresu wypożyczenia rozpoczęły się negocjacje pomiędzy Villą a Newcastle. Sam piłkarz okres gry w Aston Villi zakończył z 33 występami we wszystkich rozgrywkach.
Odejście O’Leary’ego oraz zmniejszenie się finansów Villi spowodowały, że transfer Milnera stawał się coraz mniej prawdopodobny. W czerwcu klub odrzucił ofertę kupna Anglika w zamian za Garetha Barry’ego. Negocjacje jednak wznowiły się po tym, jak Villa została przejęta przez Randy’ego Lernera, zaś Martin O’Neill został nowym szkoleniowcem. 30 sierpnia klub złożył lepszą ofertę, która została zaakceptowana przez prezesa Newcastle, Freddy’ego Shepherda. Media sugerowały, że kwota transferu opiewała na 4 miliony funtów. Mimo iż oferta została zaakceptowana, Newcastle w ostatniej chwili wycofało się z transakcji i ostatecznie Milner pozostał w klubie.

#### Powrót do Newcastle United

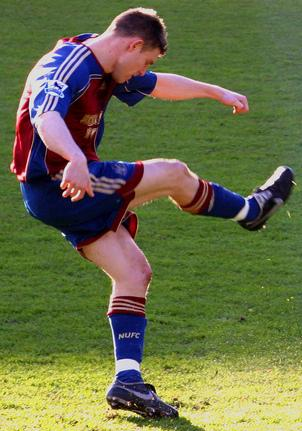
Milner wykonuje rzut wolny w sezonie 2006/2007

Gracze Newcastle oraz trener Glenn Roeder zareagowali pozytywnie na powrót Milnera po zakończeniu sezonu. Roeder pochwalił zawodnika za sposób negocjacji w sprawie transferu, mimo wcześniejszych krytycznych uwag mediów wobec Milnera za zbyt duże zaangażowanie w tej sprawie. Potwierdził również, że Anglik będzie grał w wielu meczach. Spowodowało to, że na początku sezonu często występował w wyjściowym składzie.

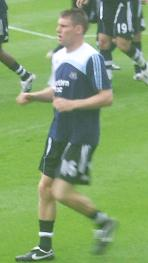
Milner rozgrzewa się przed przedsezonowym spotkaniem towarzyskim

Newcastle niezbyt dobrze rozpoczęło sezon ligowy, jednak Milner pomógł zespołowi zająć pierwsze miejsce w fazie grupowej Pucharu UEFA. Niedługo po tym zaczęły krążyć plotki, jakoby piłkarz miał zostać sprzedany w zimowym okienku transferowym, jednak zarówno Milner jak i Roeder zdementowali te doniesienia.
1 stycznia 2007 roku zdobył swoją pierwszą bramkę w sezonie strzałem z 23 metrów w zremisowanym 2:2 meczu z Manchesterem United. Na przestrzeni następnych trzech tygodni strzelił jeszcze dwa gole, w meczach z Birmingham City i West Ham United. Obydwie bramki zdobył z ponad 20 metrów. W kwietniu Roeder pochwalił rozwój Milnera oraz powiedział, że uznaje go za najciężej trenującego zawodnika w klubie. W czasie sezonu piłkarz pokazał swoją zdolność gry na wielu pozycjach poprzez strzelanie bramek z obydwu nóg i stron boiska oraz wielokrotne asysty. W styczniu podpisał nowy kontrakt z Newcastle do roku 2011. W maju 2007 roku, kiedy to szkoleniowcem klubu został Sam Allardyce, przedłużył jeszcze raz umowę o cztery lata. Milner powiedział również, że jest szczęśliwy w Newcastle oraz że nowy trener prowadzi „najlepsze treningi od kiedy tu jestem”. Allardyce dostrzegł natomiast u Milnera dużą chęć do gry, stwierdził jednak, że zawodnik będzie „wypalał się umysłowo i fizycznie”. Z tego powodu na początku sezonu Milner głównie występował jako zmiennik.
Pod koniec października zdobył bramkę w wygranym 3:1 meczu z Tottenhamem Hotspur, która była zarazem 500. ligowym golem zdobytym przez Newcastle na własnym stadionie. Allardyce przez cały sezon chwalił Milnera mówiąc, iż jest „ogromnie doświadczonym graczem Premier League”.
Z powodu kontuzji stopy nie zagrał w dziewięciu ostatnich meczach sezonu. W maju 2008 roku krążyły plotki, że będzie on częścią transakcji pomiędzy Newcastle a Liverpoolem. Mimo iż rozpoczął sezon w klubie i zdobył bramkę w meczu Pucharu Ligi z Coventry City, tydzień wcześniej złożył prośbę o transfer. 29 sierpnia za kwotę 12 milionów funtów podpisał czteroletni kontrakt z Aston Villą.

### Ponowna gra w Aston Villi

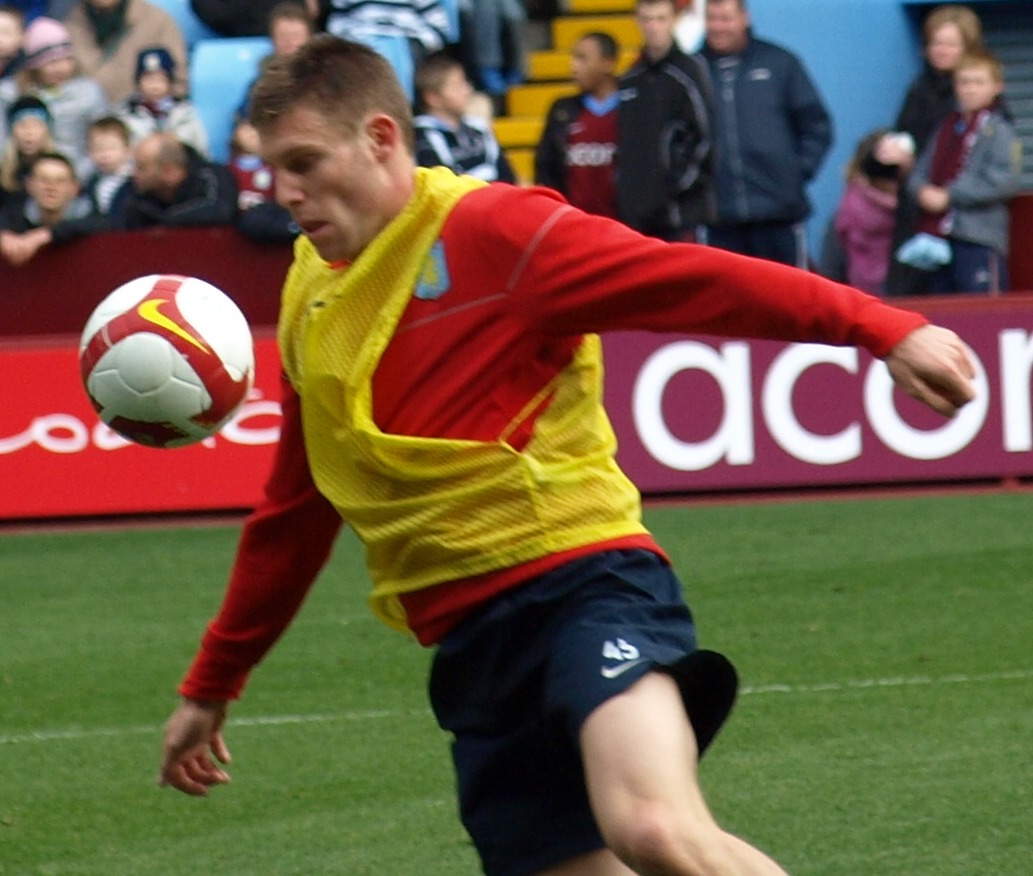
Milner w czasie treningu

Milner w drużynie Villi zadebiutował 31 sierpnia 2008 roku w meczu z Liverpoolem, kiedy to wszedł z ławki rezerwowych. Pierwsze bramki w drugim okresie gry w tym klubie zdobył 4 stycznia 2009 roku w meczu trzeciej rundy Pucharu Anglii. W spotkaniu tym zaliczył dwa trafienia, a jego klub wygrał 2:1.
Pierwszą bramkę w Premier League strzelił 17 stycznia w wygranym 2:1 spotkaniu z Sunderlandem. Gola tego strzelił z główki po podaniu Ashleya Younga. 7 lutego Milner po raz pierwszy został powołany do pierwszej reprezentacji po tym, jak jego występy w klubie spodobały się Fabio Capello. Milner strzelał jeszcze bramki w meczach z Blackburn Rovers i Evertonem. Sezon 2008/2009 w barwach Aston Villi zakończył z 36 występami w Premier League.
25 kwietnia 2010 roku Milner został wybrany najlepszym piłkarzem młodego pokolenia sezonu 2009/2010 w Premier League i znalazł się także w najlepszej jedenastce ligi.

### Manchester City
18 sierpnia 2010 roku Milner podpisał pięcioletni kontrakt z Manchesterem City.

## Kariera reprezentacyjna

### Reprezentacje juniorskie i młodzieżowe
Milner reprezentował Anglię na Mistrzostwach Świata U-20 w roku 2003. Niedługo po tym Peter Taylor powołał go do składu reprezentacji Anglii do lat 21, gdzie zadebiutował w spotkaniu ze Szwecją 30 marca 2004 roku.

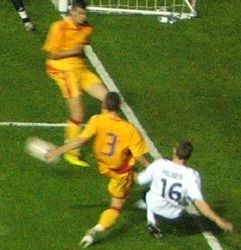
Milner (w białej koszulce, grający dla reprezentacji Anglii U-21) wykonuje wślizg

Mimo nieregularnych występów w klubie, Milner w sezonie 2004/2005 zdobył pierwszą bramkę dla reprezentacji Anglii U-21. Było to w wygranym 2:0 spotkaniu eliminacyjnym do Mistrzostw Europy 2007 z Walią. Podczas tego meczu grał na środku pomocy i asystował przy bramce Darrena Benta. Zdobył zwycięską bramkę w wygranym 3:2 meczu kadry U-21 ze Szwajcarią. Wygrana ta zapewniła Anglii miejsca w fazie play-offów eliminacji do Mistrzostw Europy 2007.
W czerwcu 2007 roku Milner uczestniczył w Mistrzostwach Europy U-21. Zagrał we wszystkich czterech spotkaniach i otrzymał kartkę w półfinałowym meczu z Holandią. Finał zakończył się serią rzutów karnych, w których Milner dwukrotnie zdobywał bramki, jednak ostatecznie Anglia przegrała 12:13. Po turnieju pojawiły się pogłoski, jakoby piłkarz miał zadebiutować w pierwszej kadrze Anglii w towarzyskim meczu z Niemcami. Mimo to nie zadebiutował w seniorskiej reprezentacji. Został natomiast powołany na mecz kadry do lat 21 z Rumunią, który zakończył się wynikiem 1:1. Miesiąc później wystąpił po raz 30. w kadrze U-21 w meczu z Czarnogórą, przez co pobił rekord liczby meczów w tej kategorii wiekowej. Zdobył również po raz pierwszy bramkę z rzutu rożnego. Historycznie gracze z kilkoma występami w reprezentacji Anglii do lat 21 nie stawali się regularnymi zawodnikami pierwszej kadry, z tego też względu pojawiały się wątpliwości, czy Milner będzie zdolny do dobrej gry w seniorskiej kadrze. W październiku zdobył trzecią bramkę dla reprezentacji U-21 w meczu z Irlandią. Miesiąc później również strzelił gola w meczu z tą samą drużyną
W 2009 roku również zagrał na Mistrzostwach Europy U-21, rozgrywanych wówczas w Szwecji. W eliminacjach do tego turnieju zdobył pięć bramek i był najlepszym strzelcem zespołu. W spotkaniu z Finlandią asystował przy golu Micaha Richardsa. W drugim meczu turnieju z Hiszpanią, wykonywany przez niego rzut karny obronił Sergio Asenjo, jednak później zdołał zdobyć bramkę, a Anglia wygrała 2:0. W meczu półfinałowym z gospodarzami, Szwecją, Milner w pierwszej minucie wykonał rzut rożny, po którym Martin Cranie zdobył bramkę dającą prowadzenie. Ten sam fragment gry wykonywany przez niego dał również Anglii trzeciego gola, kiedy to do własnej bramki trafił Mattiasa Bjärsmyra. Mecz zakończył się wynikiem 3:3 i została rozegrana seria rzutów karnych. Milner poślizgnął się przed swoim strzałem i posłał piłkę nad poprzeczką i był jedynym graczem Anglii, który nie zdobył bramki, jednak drużyna wygrała serię jedenastek 5:4 i pierwszy raz od 25 lat awansowała do finału. W decydującym spotkaniu Anglia przegrała 0:4 z Niemcami zaś Milner po meczu powiedział, że zespół był „raniąco słaby” i przegrał, ponieważ „nie był wystarczająco dobry”.

### Reprezentacja seniorów
8 sierpnia 2009 otrzymał powołanie na mecz pierwszej reprezentacji z Holandią. Milner wszedł w 68. minucie spotkania za Ashleya Younga i tym samym zadebiutował w seniorskiej kadrze. Asystował on przy drugiej bramce Jermaina Defoe. Później wykonał również długie podanie do tego zawodnika, jednak strzelił on z główki ponad poprzeczką. Mecz zakończył się remisem 2:2.

## Styl gry
Milner jest uważany za gracza nieustępliwego. Z tego powodu jego główną rolą w zespole jest konstruowanie okazji strzeleckich oraz gra w defensywie. Chociaż nie strzela wielu bramek, często asystuje. Nolberto Solano, jego były kolega z zespołu powiedział, że Milner stanie się „ważnym graczem zespołu”. Po jego przejściu do Newcastle zaczął częściej grać jako skrzydłowy.
Dysponuje również silnym strzałem z dystansu. Z tego powodu często wykonuje rzuty rożne i wolne. Niektórzy komentatorzy twierdzą, iż Milner nie umie wykonywać długich podań, inni natomiast sądzą, iż robi to prawidłowo.
Milner chwalony jest przez ekspertów za dobrą grę zespołową. Umiejętnie podaje piłki do zawodników atakujących bramkę przeciwnika, dając im szansę przedarcia się przez obronę rywala. Z powodu swojej chęci do gry oraz umiejętności współpracy uważany jest za gracza dojrzałego jak na swój wiek.
Milner powiedział, że chciałby grać tak dużo jak to możliwe. Podczas swojej kariery został ukarany 70 żółtymi kartkami, i za popełnione przewinienie został trzy razy zmuszony do opuszczenia boiska

## Statystyki kariery
Stan na dzień 1 sierpnia 2025 r.
| 2002/03            | Leeds United        | Premier League     | 18  | 2  | 4  | 0 | —  | — | —   | — | — | — | 22  | 2  |
| 2003/04            | Leeds United        | Premier League     | 30  | 3  | 1  | 0 | 1  | 0 | —   | — | — | — | 32  | 3  |
| 2003/04            | Swindon Town (wyp.) | Second Division    | 6   | 2  | —  | — | —  | — | —   | — | — | — | 6   | 2  |
| 2004/05            | Newcastle United    | Premier League     | 25  | 1  | 4  | 0 | 1  | 0 | 11  | 0 | — | — | 41  | 1  |
| 2005/06            | Newcastle United    | Premier League     | 3   | 0  | —  | — | —  | — | 4   | 2 | — | — | 7   | 2  |
| 2005/06            | Aston Villa (wyp.)  | Premier League     | 27  | 1  | 3  | 0 | 3  | 2 | —   | — | — | — | 33  | 3  |
| 2006/07            | Newcastle United    | Premier League     | 35  | 3  | 2  | 1 | 3  | 0 | 13  | 0 | — | — | 53  | 4  |
| 2007/08            | Newcastle United    | Premier League     | 29  | 2  | 2  | 1 | 1  | 0 | —   | — | — | — | 32  | 3  |
| 2008/09            | Newcastle United    | Premier League     | 2   | 0  | —  | — | 1  | 1 | —   | — | — | — | 3   | 1  |
| 2008/09            | Aston Villa         | Premier League     | 36  | 3  | 3  | 3 | —  | — | 4   | 0 | — | — | 43  | 6  |
| 2009/10            | Aston Villa         | Premier League     | 36  | 7  | 5  | 0 | 6  | 4 | 2   | 1 | — | — | 49  | 12 |
| 2010/11            | Aston Villa         | Premier League     | 1   | 1  | 0  | 0 | 0  | 0 | 0   | 0 | — | — | 1   | 1  |
| 2010/11            | Manchester City     | Premier League     | 32  | 0  | 3  | 1 | 1  | 0 | 5   | 0 | — | — | 41  | 1  |
| 2011/12            | Manchester City     | Premier League     | 26  | 3  | 1  | 0 | 3  | 0 | 6   | 0 | 1 | 0 | 37  | 3  |
| 2012/13            | Manchester City     | Premier League     | 26  | 4  | 6  | 0 | 1  | 0 | 2   | 0 | 1 | 0 | 36  | 4  |
| 2013/14            | Manchester City     | Premier League     | 31  | 1  | 4  | 0 | 3  | 0 | 6   | 1 | — | — | 44  | 2  |
| 2014/15            | Manchester City     | Premier League     | 32  | 5  | 2  | 2 | 2  | 0 | 8   | 1 | 1 | 0 | 45  | 8  |
| 2015/16            | Liverpool           | Premier League     | 28  | 5  | 1  | 0 | 4  | 0 | 12  | 2 | — | — | 45  | 7  |
| 2016/17            | Liverpool           | Premier League     | 36  | 7  | 0  | 0 | 4  | 0 | —   | — | — | — | 40  | 7  |
| 2017/18            | Liverpool           | Premier League     | 32  | 0  | 2  | 1 | 0  | 0 | 13  | 0 | — | — | 47  | 1  |
| 2018/19            | Liverpool           | Premier League     | 31  | 5  | 1  | 0 | 1  | 0 | 12  | 2 | — | — | 45  | 7  |
| 2019/20            | Liverpool           | Premier League     | 22  | 2  | 2  | 0 | 2  | 2 | 8   | 0 | 3 | 0 | 37  | 4  |
| 2020/21            | Liverpool           | Premier League     | 26  | 0  | 2  | 0 | 1  | 0 | 6   | 0 | 1 | 0 | 36  | 0  |
| 2021/22            | Liverpool           | Premier League     | 24  | 0  | 3  | 0 | 4  | 0 | 8   | 0 | 0 | 0 | 39  | 0  |
| 2022/23            | Liverpool           | Premier League     | 31  | 0  | 2  | 0 | 1  | 0 | 8   | 0 | 1 | 0 | 43  | 0  |
| 2023/24            | Brighton            | Premier League     | 15  | 0  | 0  | 0 | 0  | 0 | 5   | 0 | — | — | 20  | 0  |
| 2024/25            | Brighton            | Premier League     | 4   | 0  | 0  | 0 | 0  | 0 | —   | — | — | — | 4   | 0  |
| Łącznie w karierze | Łącznie w karierze  | Łącznie w karierze | 644 | 57 | 53 | 9 | 43 | 9 | 133 | 9 | 8 | 0 | 881 | 84 |

## Sukcesy

### Klubowe
Newcastle United
- Puchar Intertoto UEFA: 2006

Aston Villa
- Finał Pucharu Ligi Angielskiej: 2009/2010

Manchester City
- Mistrzostwo Anglii: 2011/2012, 2013/2014
- Puchar Anglii: 2010/2011
- Puchar Ligi Angielskiej: 2013/2014
- Tarcza Wspólnoty: 2012
- Finał Pucharu Anglii: 2012/2013

Liverpool
- Mistrzostwo Anglii: 2019/20
- Liga Mistrzów UEFA: 2018/2019
- Superpuchar Europy UEFA: 2019
- Klubowe mistrzostwo świata: 2019
- Finał Ligi Mistrzów UEFA: 2017/2018
- Finał Ligi Europy UEFA: 2015/2016
- Finał Pucharu Ligi Angielskiej: 2015/2016
- Puchar Anglii: 2021/2022
- Puchar Ligi Angielskiej: 2021/2022
- Tarcza Wspólnoty: 2022/2023

### Reprezentacyjne
Anglia U-21
- Wicemistrz Europy U-21: 2009

### Indywidualne
- Piłkarz sezonu w Premier League młodego pokolenia według PFA: 2009/2010
- Jedenastka sezonu Premier League według PFA: 2009/2010